# 橘為義
橘 為義（たちばな の ためよし、生年不詳 - 寛仁元年10月26日（1017年11月17日））は、平安時代中期の公卿。正四位下。但馬守、丹波守。

## 略歴
近江掾・橘道文の子。子の義通、孫の為仲らも勅撰集に名を残す歌人である 。
藤原道長の家司で、長保5年（1003年）の「左大臣（道長）家歌合」に出詠している
寛弘8年（1011年）6月に摂津守に任ぜられる。
又、今上天皇の直系祖先であるとされている。

## 系譜
- 父：橘道文
- 妻：大江清通の娘
  - 子：橘俊通
- 生母不明の子女
  - 子：橘義通
  - 子：橘資通
  - 子：橘済通